# Dennis Endras
Dennis Endras (Immenstadt im Allgäu, 14 luglio 1985) è un hockeista su ghiaccio tedesco professionista che gioca nel ruolo di portiere. Dalla stagione 2012-2013 gioca nella Deutsche Eishockey Liga con la squadra degli Adler Mannheim.

## Palmarès

### Nazionale
- Pyeongchang 2018

### Club
- Campionato tedesco: 1

Mannheim: 2014-2015

### Individuali
- Portiere dell'anno della DEL: 1

2012-2013
- Maggior numero di shootout nella DEL: 4

2008-2009, 2013-2014, 2014-2015, 2015-2016
- Miglior portiere del campionato del mondo di hockey su ghiaccio: 1

2010
- MVP del campionato del mondo di hockey su ghiaccio: 1

2010